# Alfred Umgeher
Alfred Umgeher (3 de octubre de 1926) es un deportista austríaco que compitió en piragüismo en la modalidad de aguas tranquilas. Ganó una medalla de plata en el Campeonato Mundial de Piragüismo de 1948 en la prueba de K4 1000 m.
Participó en los Juegos Olímpicos de Londres 1948, donde finalizó noveno en la prueba K2 10 000 m.

## Palmarés internacional
| Campeonato Mundial | Campeonato Mundial    | Campeonato Mundial | Campeonato Mundial |
| Año                | Lugar                 | Medalla            | Evento             |
| ------------------ | --------------------- | ------------------ | ------------------ |
| 1948               | Londres (Reino Unido) | Medalla de plata   | K4 1000 m          |